# Vaucluse (Doubs)
Vaucluse ist eine französische Gemeinde mit 117 Einwohnern (Stand: 1. Januar 2022) im Département Doubs in der Region Bourgogne-Franche-Comté.

## Geographie
Vaucluse liegt auf 500 m, acht Kilometer westlich von Maîche und etwa 29 Kilometer südlich der Stadt Montbéliard (Luftlinie). Das Dorf erstreckt sich im Jura, abgeschieden in einem Talkessel des Ruisseau de Vaucluse, der sich einzig nach Osten zum Tal des Dessoubre öffnet, unterhalb der Hochfläche von Belleherbe. Das Gemeindegebiet gehört zum Regionalen Naturpark Doubs-Horloger.
Die Fläche des 5,01 km² großen Gemeindegebiets umfasst einen Abschnitt des französischen Juras. Der zentrale Teil des Gebietes wird vom Talkessel von Vaucluse eingenommen, der an der Oberkante einen Durchmesser von ungefähr 1 bis 1,5 Kilometer aufweist. Im Süden, Westen und Norden wird dieser Talkessel von fast 200 m hohen Steilhängen flankiert, die an der Oberkante an verschiedenen Orten von den Felsen einer widerstandsfähigen Kalksteinschicht gekrönt werden. Die Gemeindegrenze verläuft meist entlang dieser Oberkante. Mit 704 m wird auf der Hochfläche von Belleherbe die höchste Erhebung von Vaucluse erreicht. 
Entwässert wird der Talkessel von Vaucluse durch den Ruisseau de Vaucluse, der sich unterhalb des Dorfes schluchtartig in das Gelände eintieft, bevor er in den Dessoubre mündet. Nach Süden erstreckt sich das Gemeindeareal entlang dem Dessoubre, welcher stets die östliche Grenze bildet. Es umfasst den westlichen Talhang mit der Geländeterrasse von Frémondans.
Zu Vaucluse gehört der Weiler Frémondans (570 m) auf einer Geländeterrasse am linken Talhang des Dessoubre. Nachbargemeinden von Vaucluse sind Belleherbe im Norden, Cour-Saint-Maurice und Battenans-Varin im Osten, Rosureux im Süden sowie Charmoille im Westen.

## Geschichte
Das Gemeindegebiet von Vaucluse war bereits sehr früh besiedelt, was anhand von archäologischen Fundstücken (Knochen, Silexsteine) aus dem Paläolithikum in der Höhle von Vaucluse bestätigt werden konnte.
Im frühen 6. Jahrhundert gründeten Mönche aus dem Kloster Saint-Maurice im Schweizer Kanton Wallis im Talkessel von Vaucluse ein Benediktinerpriorat. Die hier siedelnden Mönche sorgten für die Rodung und Urbarmachung der Gegend. Neben dem Kloster entstand im Lauf der Zeit die Ortschaft Vaucluse. Zusammen mit der Franche-Comté gelangte das Dorf mit dem Frieden von Nimwegen 1678 an Frankreich.

## Sehenswürdigkeiten

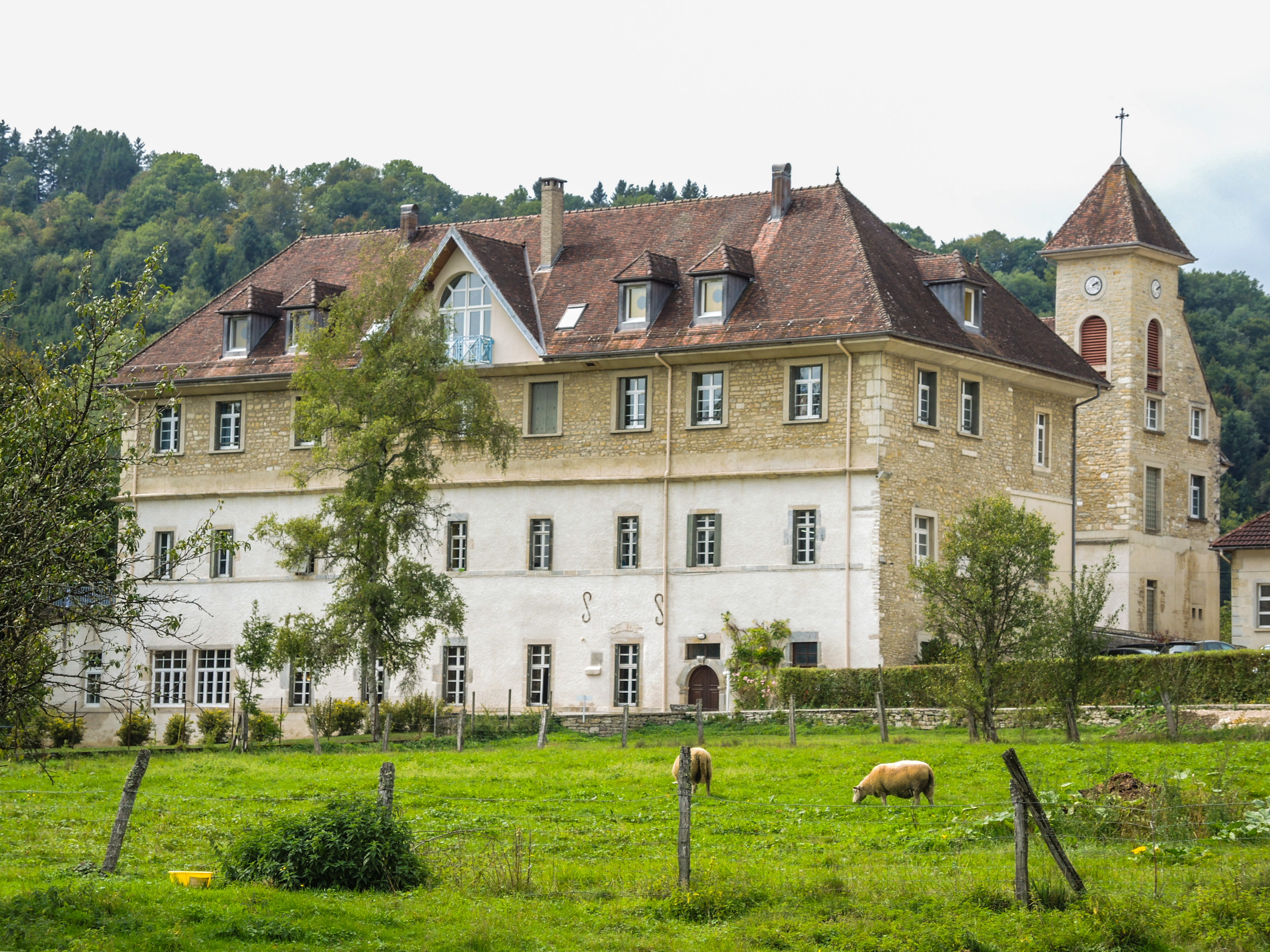
Ehemaliges Kloster Vaucluse

Die heutige Gestalt und Bausubstanz des ehemaligen Klosters von Vaucluse stammt zur Hauptsache aus dem 17. Jahrhundert. Heute sind die Konventsgebäude Sitz eines Medizinisch-Pädagogischen Zentrums. Im Ortskern sind verschiedene Bauernhäuser im traditionellen Stil der Franche-Comté aus dem 17. bis 19. Jahrhundert erhalten.

## Bevölkerung
| Jahr                       | 1962 | 1968 | 1975 | 1982 | 1990 | 1999 | 2006 | 2016 |
| Einwohner                  | 119  | 87   | 93   | 71   | 70   | 69   | 100  | 120  |
| Quellen: Cassini und INSEE |      |      |      |      |      |      |      |      |

Mit 117 Einwohnern (Stand 1. Januar 2022) gehört Vaucluse zu den kleinsten Gemeinden des Départements Doubs. Nachdem die Einwohnerzahl in der ersten Hälfte des 20. Jahrhunderts markant abgenommen hatte (1911 wurden noch 307 Personen gezählt), wurde in den letzten Jahren wieder ein Bevölkerungswachstum verzeichnet.

## Wirtschaft und Infrastruktur
Vaucluse war bis weit ins 20. Jahrhundert hinein ein vorwiegend durch die Landwirtschaft (Viehzucht und Milchwirtschaft, Acker- und Obstbau) geprägtes Dorf. Daneben gibt es heute einige Betriebe des lokalen Kleingewerbes. Einige Erwerbstätige sind auch Wegpendler, die in den größeren Ortschaften der Umgebung ihrer Arbeit nachgehen.
Die Gemeinde liegt abseits der größeren Durchgangsstraßen. Die Hauptzufahrt erfolgt von Cour-Saint-Maurice an der Departementsstraße D464, die von Maîche nach Sancey-le-Grand führt. Weitere Straßenverbindungen bestehen mit Charmoille und Rosureux.